# 天府站
天府站是中华人民共和国四川省成都市规划建设的一座大型铁路客运站，位于成都天府新区，为计划中蓉昆高速铁路、成自高速铁路、成达万高速铁路、川藏铁路的始发站点。该站是成都“三主三辅”客运站规划中的一座主要客运站。该站由凯达环球、中国建筑西南院、中铁二院组成的联合体设计，以“筑巢引凤”为设计灵感，总建筑面积334.8万平方米，站房总面积为12万平方米，按照南北站场的规划同步开建。计划初期规模6站台11线，远期规模12站台22线，车站南、北两侧均设站前广场。天府站预计2023年5月完成下部施工，预计2025年完成站房施工，开通运营。

## 历史
2022年6月，天府站正式开工。

## 接驳交通
天府站南侧有成都地铁天府站，2020年开通的成都地铁18号线和2023年开通的19号线二期在此设站（目前只开通了换乘功能，不允许乘客离开付费区），并共线向东南延伸到天府国际机场。未来成都地铁26号线、成都市域铁路S7线以及成都市域铁路S15线也规划经过天府站。